# Legend of the Seeker
Legend of the Seeker är en amerikansk TV-serie i genren fantasy som baseras på Sanningens svärd, en bokserie skriven av Terry Goodkind. TV-serien är skapad av Sam Raimi som också producerat Hercules och Xena - Krigarprinsessan. Den började visas på amerikansk TV i november 2008, och hade premiär i Sverige den 5 februari 2010 på TV6.

## Handling
Historien utspelar sig i samma fantasivärld som bokserien. De tre huvudprovinserna är Hartland, Midland och D'Hara. Hartland är separerad från Midland på grund av en magisk besvärjelse, som skapades för att förhindra magi från att utövas i Hartland. På andra sidan av Midland ligger D'Hara, som styrs av Darken Rahl (Craig Parker). 
Första säsongen är löst baserad på den första boken, Wizard's first rule (på svenska Sökaren och Trollkarlens första regel), i bokserien. En del händelser har aldrig inträffat och en del karaktärer är nya jämfört med böckerna. Historien tar sin början efter att Darken Rahls armé intagit Midland. Kahlan Amnell (Bridget Regan), en bekännare, beger sig in till Hartland för att leta reda på Sökaren och trollkarlen, som har förutspåtts besegra Rahl. Kahlan finner trollkarlen, Zeddicus Zu'l Zorander (Bruce Spence), och Sökaren, Richard Cypher (Craig Horner), som tvingas acceptera sitt öde. Tillsammans beger de sig iväg på en resa för att söka efter Rahl. Snart upptäcker de att deras sökande inte tar slut med Darken Rahl, och det är endast början på Sökarens resor.

## Rollista
- Craig Horner - Richard Cypher
- Bridget Regan - Kahlan Amnell
- Bruce Spence - Zeddicus Zu'l Zorander
- Craig Parker - Darken Rahl
- Tabrett Bethell - Cara Mason